# Pseudosinella decemoculata
Pseudosinella decemoculata is een springstaartensoort uit de familie van de Entomobryidae. De wetenschappelijke naam van de soort is voor het eerst geldig gepubliceerd in 1903 door Guthrie.